# كأس غينيا الوطني
كأس غينيا الوطني (بالفرنسية: Coupe de Guinée de football)‏ ، هي بطولة رسمية لمنافسة كرة القدم في غينيا ، أسست اتحاد الكرة الغيني سنة 1985.

## مصدر
1. ↑  Guinea - List of Cup Winners, RSSSF.com نسخة محفوظة 20 يوليو 2017 على موقع واي باك مشين.